# Kompartmenty
Kompartmenty – odrębne obszary, tzw. przedziały subkomórkowe w komórkach eukariotycznych, tworzone przez siateczkę śródplazmatyczną i organelle otoczone błoną.
Kompartmenty umożliwiają przebieg obok siebie w komórkach różnych procesów, często przeciwstawnych, np.: synteza cukrów w plastydach i ich rozpad w cytoplazmie.

## Literatura
- Encyklopedia biologia ISBN 978-83-7327-756-4 Wyd. "Greg" 2007